# Герб городского округа Эгвекинот
Герб городского округа Эгвекинот Чукотского автономного округа Российской Федерации. С 2006 до 2021 года — герб Иультинского района.

## Описание герба
«В червлёном поле с морем в виде лазоревой оконечности — стоящий на выходящем слева золотом берегу серебряный медведь; вдоль правого края две серебряные двухлучевые звезды — одна в червлёном поле, другая в лазоревой оконечности».

## Описание символики герба
Герб Иультинского муниципального района языком символов и аллегорий отражает природные особенности и уникальное географическое положение района.
Район расположен в северо-восточной части Чукотского автономного округа и омывается на севере Чукотским морем, а на юге Беринговым морем, показанными в гербе голубой оконечностью.
Две серебряные звезды указывают на то, что большая часть территории района находится за Северным полярным кругом, здесь же расположена уникальная географическая точка — пересечение Северного полярного круга и Гринвичского (0 − 180 градусов) меридиана.
Изображение белого медведя символизирует природное разнообразие и богатство района — здесь обитают многочисленные виды млекопитающих, в том числе морских, птиц, рыб, насекомых.
Выступ земли, на котором стоит медведь, указывает на название районного центра — посёлка Эгвекинот, которое в переводе с чукотского означает «острая, твердая земля».
Золото в геральдике — символ богатства, стабильности, уважения.
Серебро символизирует благородство, совершенство, мир и взаимопонимание.
Лазурь (синий, голубой цвет) — символ чести, искренности, верности.
Червленый (красный) цвет — символ труда, мужества, красоты, жизненной силы.
Герб Иультинского района разработан при содействии Союза геральдистов России.
Авторы герба: Константин Мочёнов (Химки) — идея герба; Кирилл Переходенко (Конаково) — обоснование символики; Роберт Маланичев (Москва) — художник; Галина Русанова (Москва) — компьютерный дизайн.

## История
Герб утверждён решением № 99 Совета депутатов Иультинского муниципального района от 7 апреля 2006 года.
Герб внесён в Государственный геральдический регистр Российской Федерации под № 2309.
Решением Совета депутатов городского округа Эгвекинот от 30 сентября 2021 года № 130 переутверждён как герб городского округа Эгвекинот.